# Litoria arfakiana
Litoria arfakiana és una espècie de granota del gènere Litoria de la família dels hílids. Originària d'Indonèsia i Papua Nova Guinea.